# Augustus Meineke
Johann Albrecht Friedrich August Meineke (également Augustus Meineke; né le 8 décembre 1790 à Soest et mort le 12 décembre 1870 à Berlin) est un spécialiste allemand de la philologie classique.

## Biographie
Augustus Meineke naît le 8 décembre 1790 dans la famille d'un directeur de lycée (Gymnasium) de Soest. Comme son père, il poursuit ses études au lycée de Pforta (de 1805 à 1810), puis entre à l'université de Leipzig où il suit notamment les cours de lettres classiques de Gottfried Hermann. Meineke est ensuite nommé enseignant au Conradinum de Jenkau (près de Dantzig). En 1814, il continue sa carrière d'enseignant de grec et de latin au lycée académique de Dantzig (Akademisches Gymnasium Danzig), dont il prend la direction en 1817. De 1826 à 1856, il est directeur du lycée de Joachimsthal de Berlin. Il se consacre entièrement à l'étude des Fragmenta Comicorum Graecorum (1839–1857) qui deviennent l'œuvre de sa vie. Ils consistent en une compilation des vers de théâtre de comédie de tous les poètes grecs de l'Antiquité. 

Il existe depuis 1899 une Meinekestraße (rue Meineke) à Charlottenburg et à Wilmersdorf. 

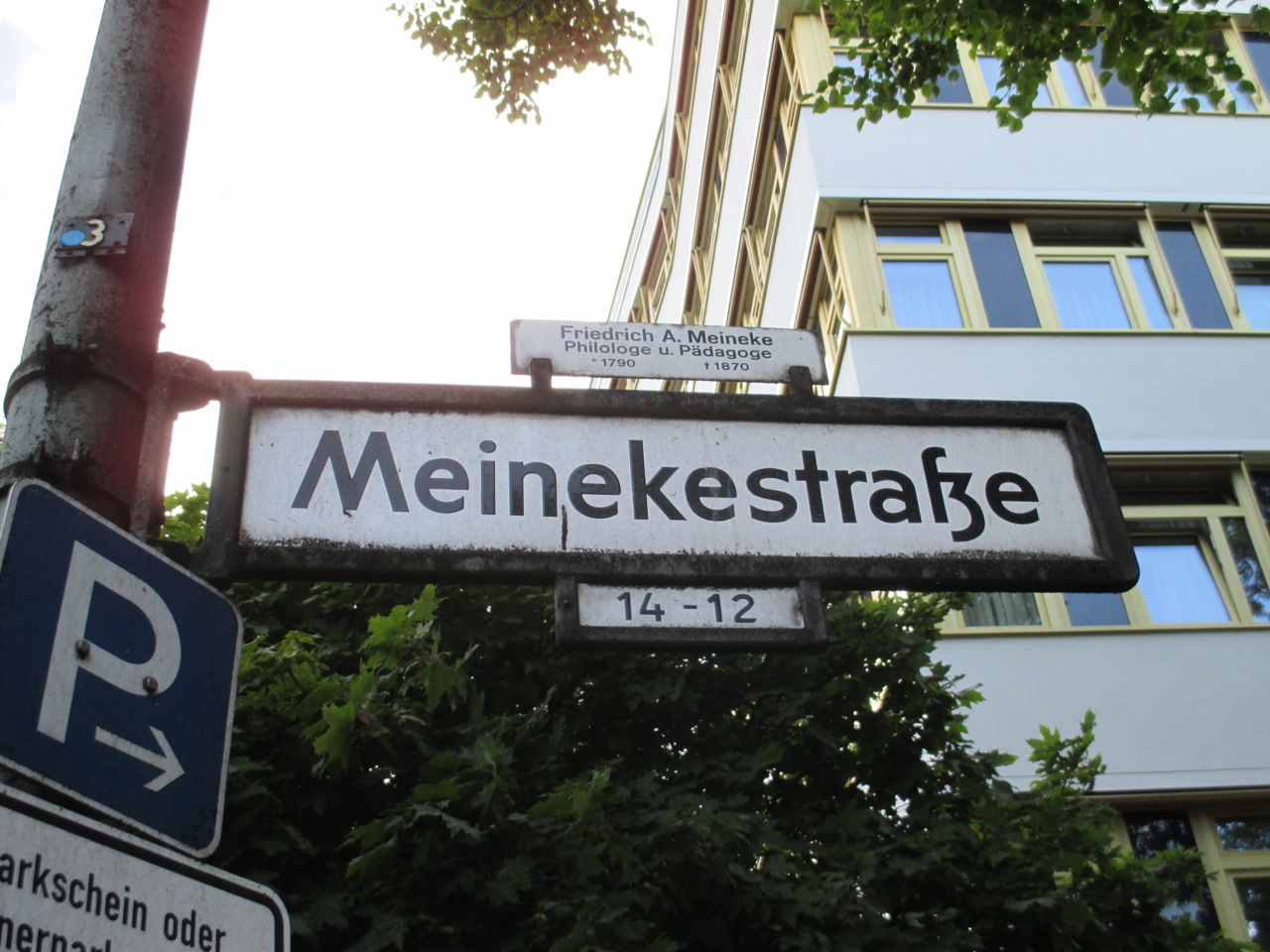
Panneau de la Meinekestraße à Berlin.

## Travaux principaux
- Fragmenta comicorum graecorum (1839–1857, dont le premier volume contient une étude sur le développement de la comédie grecque et un exposé de ses principaux représentants)
- Analecta alexandrina (1843, coomprenant des fragments de Rhianus, Euphorion, Alexandre d'Étolie, et Parthénius).
- Babrii Fabulae Aesopeae avec Karl Lachmann, (1845).
- Strabon (incluant Strabonis Geographica 1852 et Vindiciarum Strabonianarum liber, 1852).
- Alciphronis rhetoris Epistolae (édition d'Alciphron, 1853).
- Stobaeus (1855–1863; incluant Florilegium 1855 [1] et Ioannis Stobaei Eclogarum physicarum et ethicarum libri duo, 1860).
- Poetarum comicorum Graecorum fragmenta, (1855; avec Friedrich Heinrich Bothe).
- Théocrite, Bion, Moschus (3e édition, 1856).
- Athénée de Naucratis (1858–1867; incluant Deipnosophistae e recognitione A. Meineke (1858).
- Aristophanis Comoediae, (1860, édition des comédies d'Aristophane)[2].
- Callimachus (1861).
- Sophoclis Oedipus Coloneus cum scholiis graecis. Accedunt Analecta Sophoclea (1863)[3].